# Инчиза Скапачино
Инчиза Скапачино (итал. Incisa Scapaccino) је насеље у Италији у округу Асти, региону Пијемонт.
Према процени из 2011. у насељу је живело 2031 становника. Насеље се налази на надморској висини од 129 м.

## Становништво
| 1936. | 1951. | 1961. | 1971. | 1981. | 1991. | 2001. | 2011. |
| ----- | ----- | ----- | ----- | ----- | ----- | ----- | ----- |
| 2.858 | 2.435 | 2.129 | 1.996 | 2.129 | 2.054 | 2.031 | 2.276 |